# Mistrovství Československa v krasobruslení 1984
Mistrovství Československa v krasobruslení 1984 se konalo z důvodu konání ZOH v Sarajevu v únoru a ME krasobruslení v lednu již 16. prosince až 18. prosince 1983 v Olomouci.

## Medaile
| Kategorie      | Zlato                       | Zlato | Stříbro                       | Stříbro | Bronz                           | Bronz |
| Muži           | Jozef Sabovčík              | 2     | Petr Barna                    | 4       | Viliam Kálavský                 | 6, 5  |
| Ženy           | Hana Veselá                 | 2     | Gabriela Ballová              | 4       | Kamberská                       | 6, 4  |
| Sportovní páry | Dagmar Kovářová Jozef Komár | 1, 4  | neobsazeno                    | -       | neobsazeno                      | -     |
| Taneční páry   | Jindra Holá Karol Foltán    | 2     | Věra Mináríková Ivan Havránek | 4       | Jana Kašpárková Pavel Laurenčík | 6     |